# Funaria eberhardtii
Funaria eberhardtii là một loài Rêu trong họ Funariaceae. Loài này được (Broth. & Paris) Broth. mô tả khoa học đầu tiên năm 1909.